# Castel di Sangro Calcio 1989-1990
Questa pagina raccoglie le informazioni riguardanti il Castel di Sangro Calcio nelle competizioni ufficiali della stagione 1989-1990.

## Rosa
| N. |                   | Ruolo | Calciatore         |
| -- | ----------------- | ----- | ------------------ |
|    | Italia (bandiera) | C     | Ugo Armanetti      |
|    | Italia (bandiera) | C     | Luca Biagiotti     |
|    | Italia (bandiera) | C     | Fabio Cancellier   |
|    | Italia (bandiera) | A     | Claudio Casale     |
|    | Italia (bandiera) | D     | Davide Cei         |
|    | Italia (bandiera) | C     | Massimo Cocciari   |
|    | Italia (bandiera) | D     | Daniele Conti      |
|    | Italia (bandiera) | C     | Donato Di Camillo  |
|    | Italia (bandiera) | D     | Domenico Di Corato |
|    | Italia (bandiera) | P     | Sesto Serra        |
|    | Italia (bandiera) | C     | Antonio Fabbiano   |
|    | Italia (bandiera) | A     | Felice Falaguerra  |

| N. |                   | Ruolo | Calciatore            |
| -- | ----------------- | ----- | --------------------- |
|    | Italia (bandiera) | C     | Fabrizio Ferrigno     |
|    | Italia (bandiera) | D     | Marco Galaioto        |
|    | Italia (bandiera) |       | Gasbarro              |
|    | Italia (bandiera) | P     | Mario Genovese        |
|    | Italia (bandiera) | C     | Giuseppe Marrone      |
|    | Italia (bandiera) | D     | Marco Mengucci        |
|    | Italia (bandiera) | C     | Paolo Michelini       |
|    | Italia (bandiera) | C     | Orazio Linerato Mitri |
|    | Italia (bandiera) | P     | Leonardo Pellegrino   |
|    | Italia (bandiera) | C     | Alessandro Serra      |
|    | Italia (bandiera) | D     | Fabio Tricarico       |